# El Vilar (Vilanova de Sau)
El Vilar és una masia de Vilanova de Sau (Osona) inclosa a l'Inventari del Patrimoni Arquitectònic de Catalunya.

## Descripció
Masia de planta rectangular amb el carener perpendicular a la façana, la qual s'orienta a tramuntana on hi ha un bonic portal dovellat i tot i que resta descentrat. Al damunt hi ha una finestra amb decoracions conopials. Consta de planta baixa, primer pis i golfes. A la part de migdia hi ha un porxo que està situat sota el ràfec de la teulada, reformada recentment. A llevant hi ha una edificació de nova construcció, adossada el mas, que desmereix la fesomia de la masia, així com algunes construccions fetes al davant de la façana. És bastida amb carreus irregulars i morter, mentre els elements de ressalt són de pedra picada. L'estat de conservació és mitjà.

## Història
Antic mas que es troba dins de la demarcació de la parròquia de Sant Andreu de Bancells. En el fogatge de 1553 de la parròquia i demarcació de Sant Andreu trobem registrat a Miquel Vilar, habitant del mas. El mas fou reformat i ampliat al segle xvi (1576). Està situat a prop del faig verd, conegut com el Faig General, el qual té 184mts d'alt. És un dels pocs masos que es troba habitat.